# Bajka o smoku
Bajka o smoku – polski animowany film krótkometrażowy dla dzieci w reżyserii Mirosława Kijowicza i ze scenariuszem Jana Rekosza. Baśń ta została wyprodukowana w roku 1962.

## Fabuła
Jest to baśń oparta na legendzie o smoku wawelskim.

## Nagrody
Film ten został trzykrotnie nagrodzony na Ogólnopolskim Festiwalu Filmów Krótkometrażowych w Krakowie w 1963 roku. Nagrodę NZ Kinematografii – „Złotego Smoka Wawelskiego” (od 1965 roku nagroda ta nosi miano Srebrnego Lajkonika) otrzymali za najlepszy film dla dzieci:
- Mirosław Kijowicz, reżyser i scenograf filmu, także autor animacji,
- Jan Rekosz, twórca scenariusza,
- Waldemar Kazanecki, autor muzyki do filmu.